# Saâdeddine Maïdi
Saâdeddine Maïdi (en arabe : سعد الدين مايدي) est un footballeur algérien né le 7 mai 1979 à Rouïba dans la wilaya d'Alger. Il évoluait au poste d'avant-centre.

## Biographie
Il évolue en première division algérienne avec les clubs, du CA Batna, du CA Bordj Bou Arreridj et du Paradou AC. Il dispute 89 matchs en inscrivant douze buts en Ligue 1.

## Palmarès
CRB Aïn Fakroun
- Championnat d'Algérie D2 (1) :
  - Champion : 2012-13.